# Людвигсбург
Людвигсбург (нем. Ludwigsburg, алем. нем. Ludisburg, Ludigsburg, Ludwigsburg) — город в Германии, районный центр, расположен в земле Баден-Вюртемберг.
Город подчинён административному округу Штутгарт, и входит в состав района Людвигсбург. Население составляет 87 735 человек (на 31 декабря 2010 года). Занимает площадь 43,33 км². Официальный код — 08 1 18 048. В некоторых источниках называется Лудвигсбург.

## История
В XVIII столетии, в течение многих лет, швабский населённый пункт являлся резиденцией герцогов Вюртембергских.
На окончание XIX столетия в городе проживало 16 100 жителей.
На начало XX столетия Замок (город) Людвига являлся второй резиденцией Вюртембергских королей. На 1909 год в нём проживало 23 000 жителей обоего полу, еврейская община (кагал) 243 еврея на 1905 год. 
В городе, на начало XX столетия, было развито производство металлических изделий, золочёных рам, часов, корсетов, проволочных и костяных изделий, роялей, органов. В городе жил, работал и закончил свой путь один из лучших органных мастеров  Э. Ф. Валькер.

## Достопримечательности
Облик города определяет его главная достопримечательность и символ — барочный Людвигсбургский дворец, один из самых больших по размеру барочных дворцовых комплексов в Западной Европе. Кроме прочего, в обширном парке бывшей королевской резиденции расположены дворцы Фаворит и Монрепо. Интересен и ансамбль Рыночной площади с расположенными на ней зданиями евангелической и католической церквей.
В Людвигсбурге расположен Федеральный центр расследований преступлений нацистов.

### Другие
Другими достопримечательностями являются:

Людвигсбургский дворец

- Городская церковь Людвигсбурга
- Фриденскирхе
- Церковь Святой Катарины

Людвигсбург — Ludwigsburg
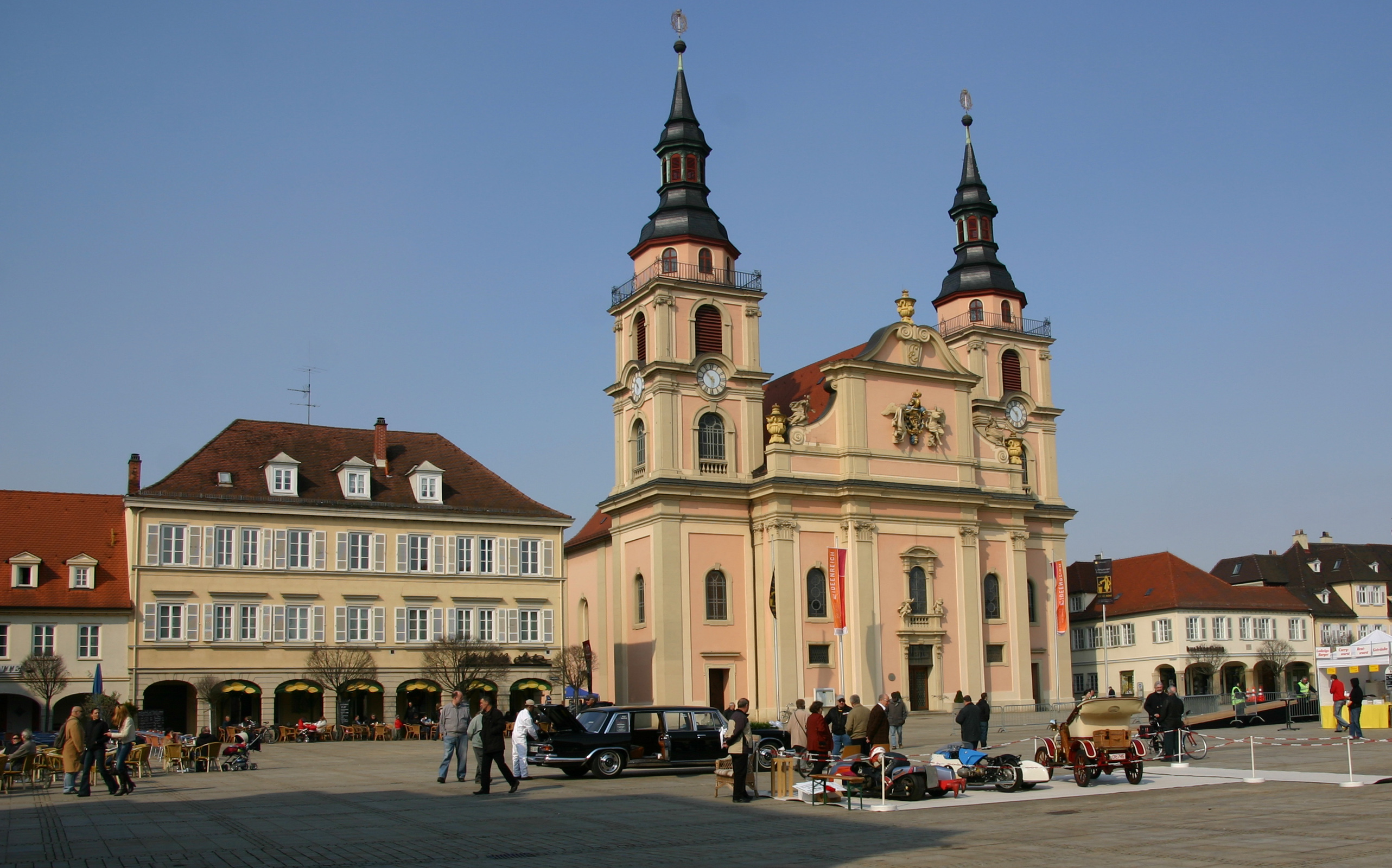
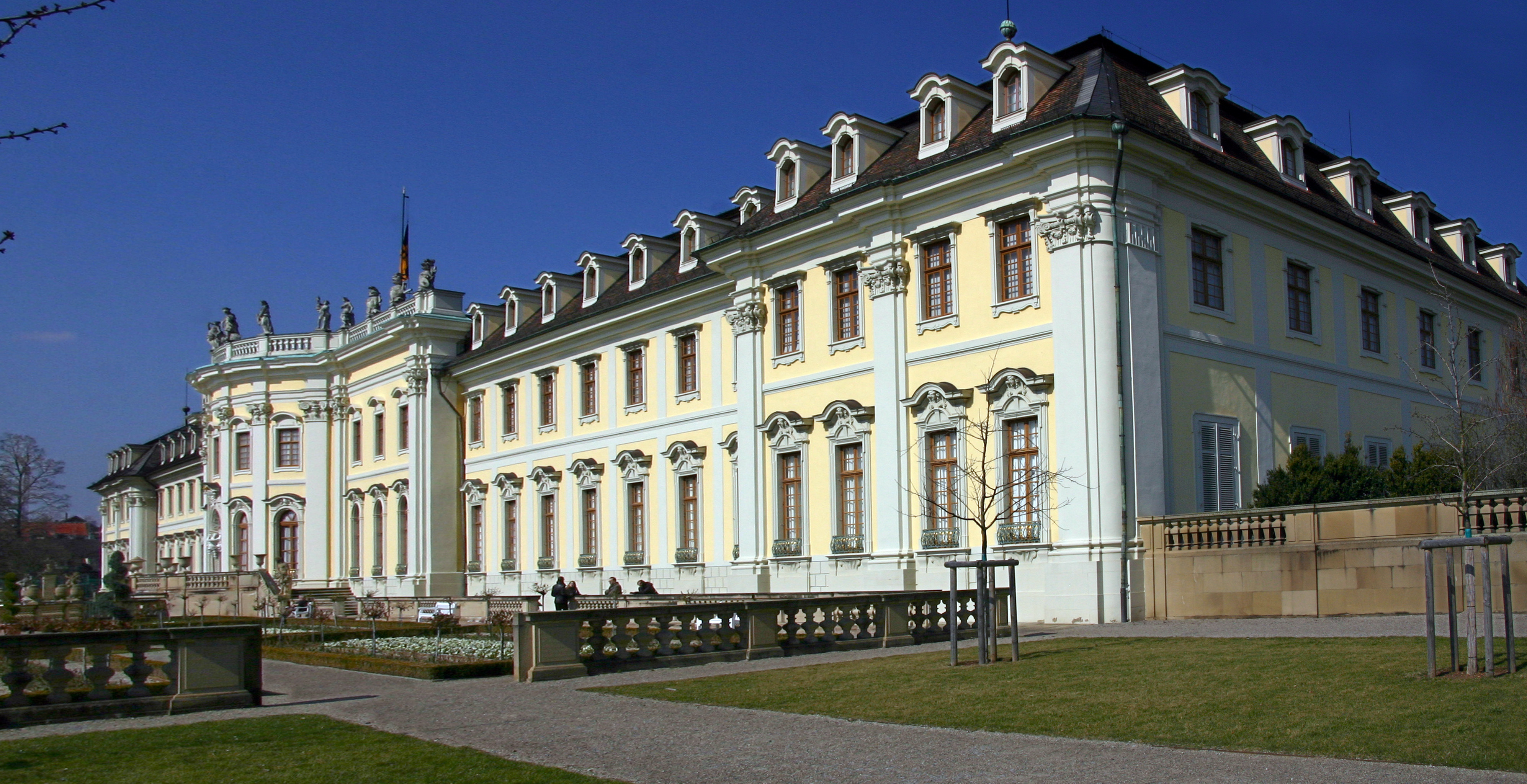
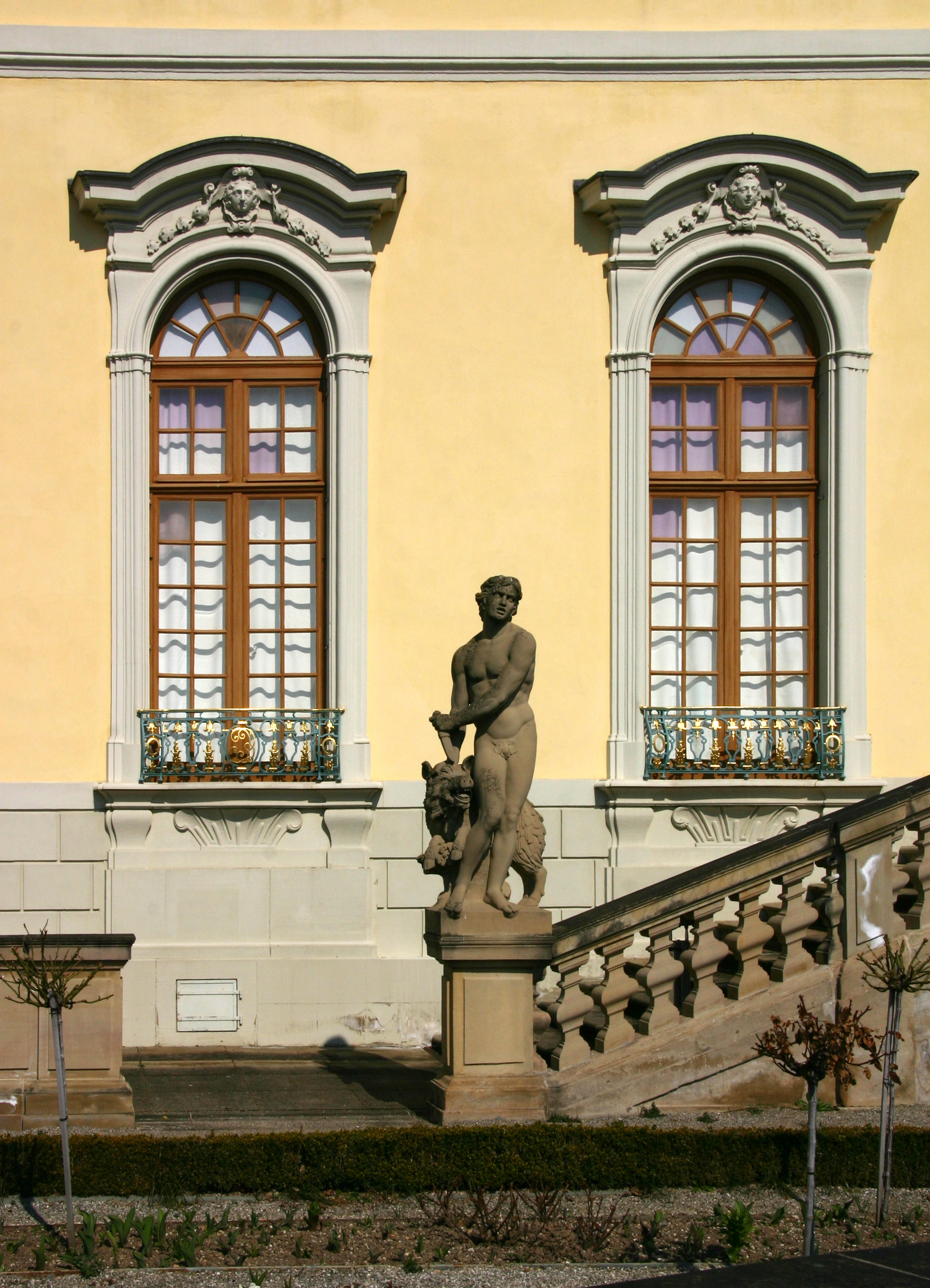
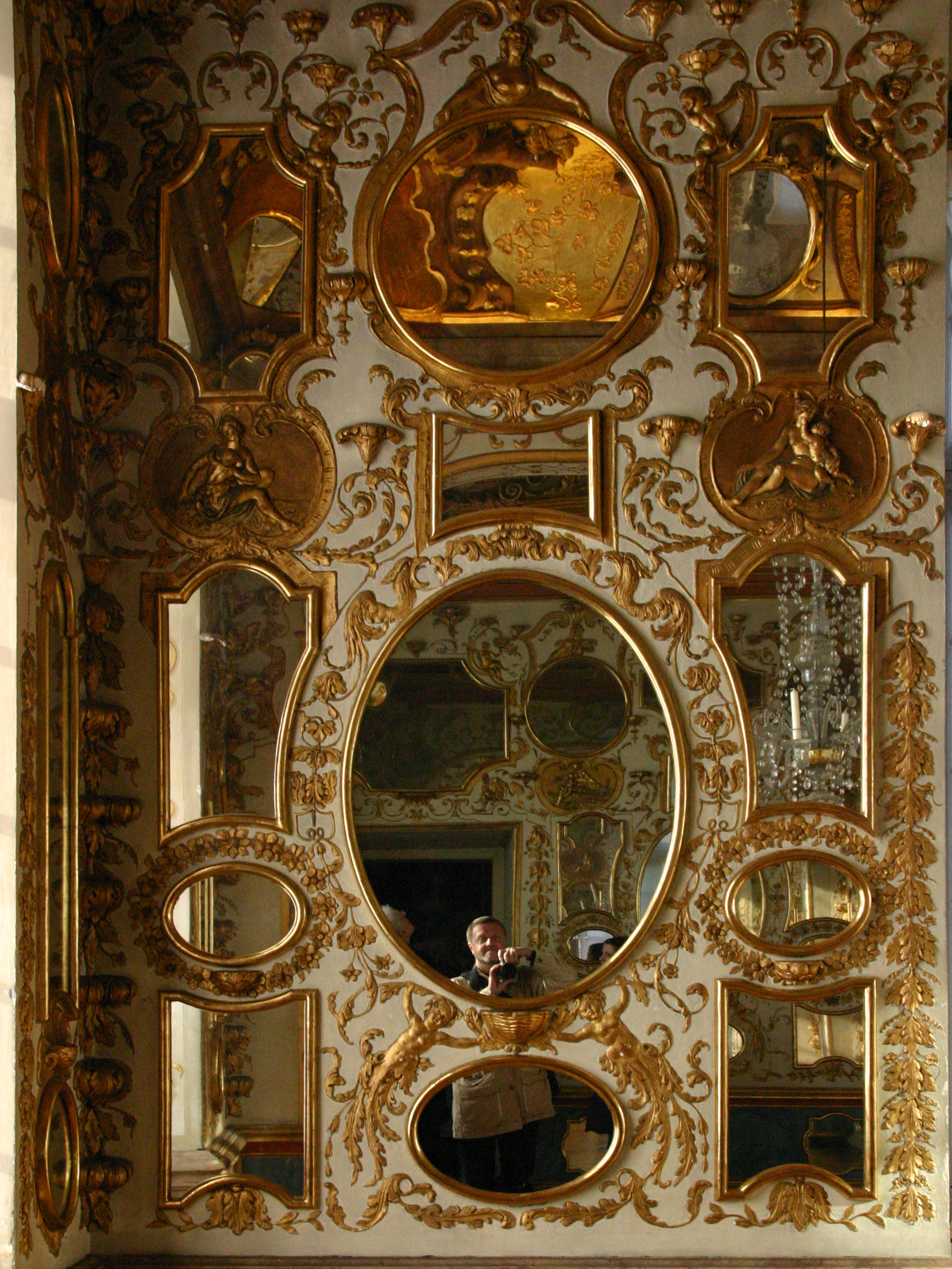
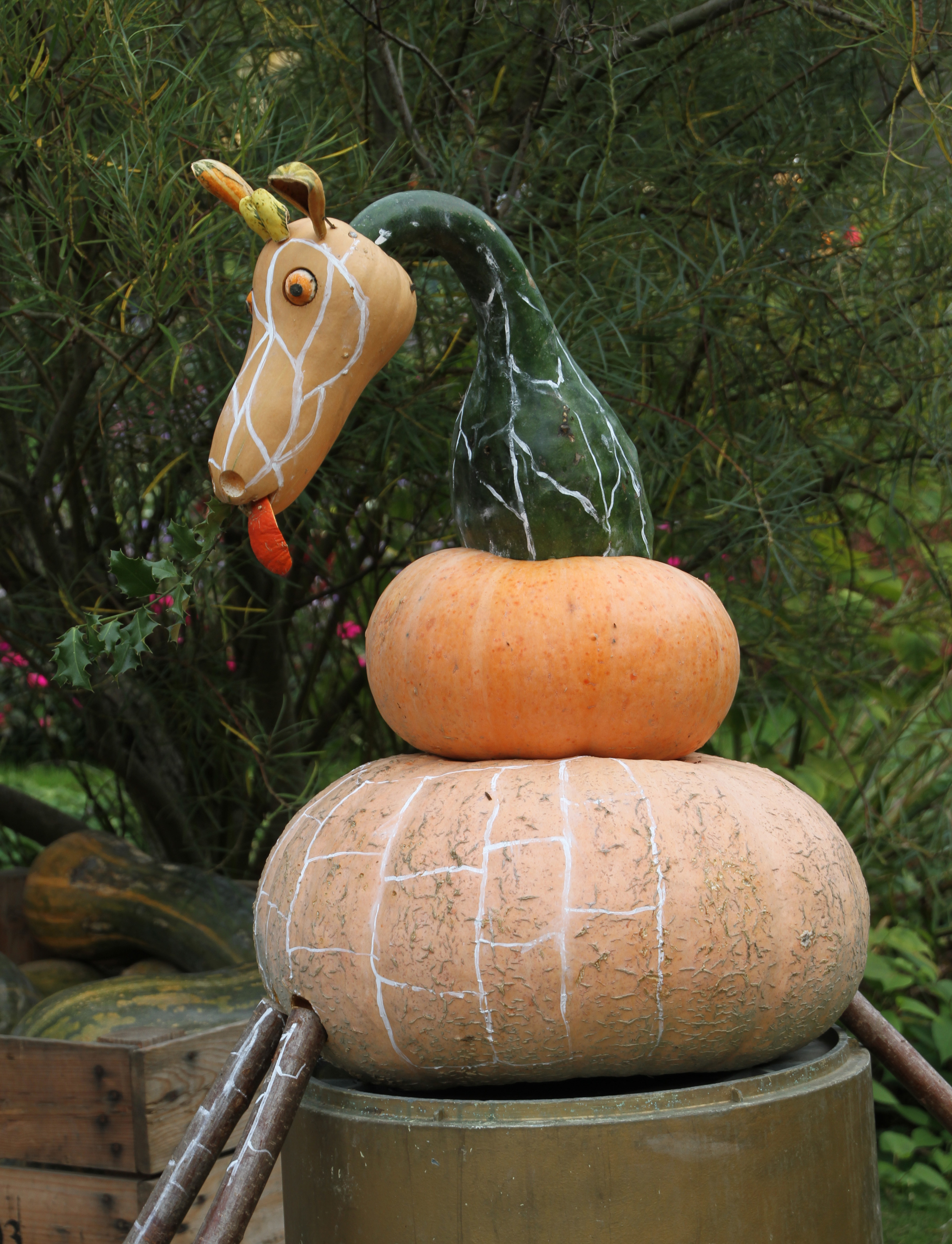
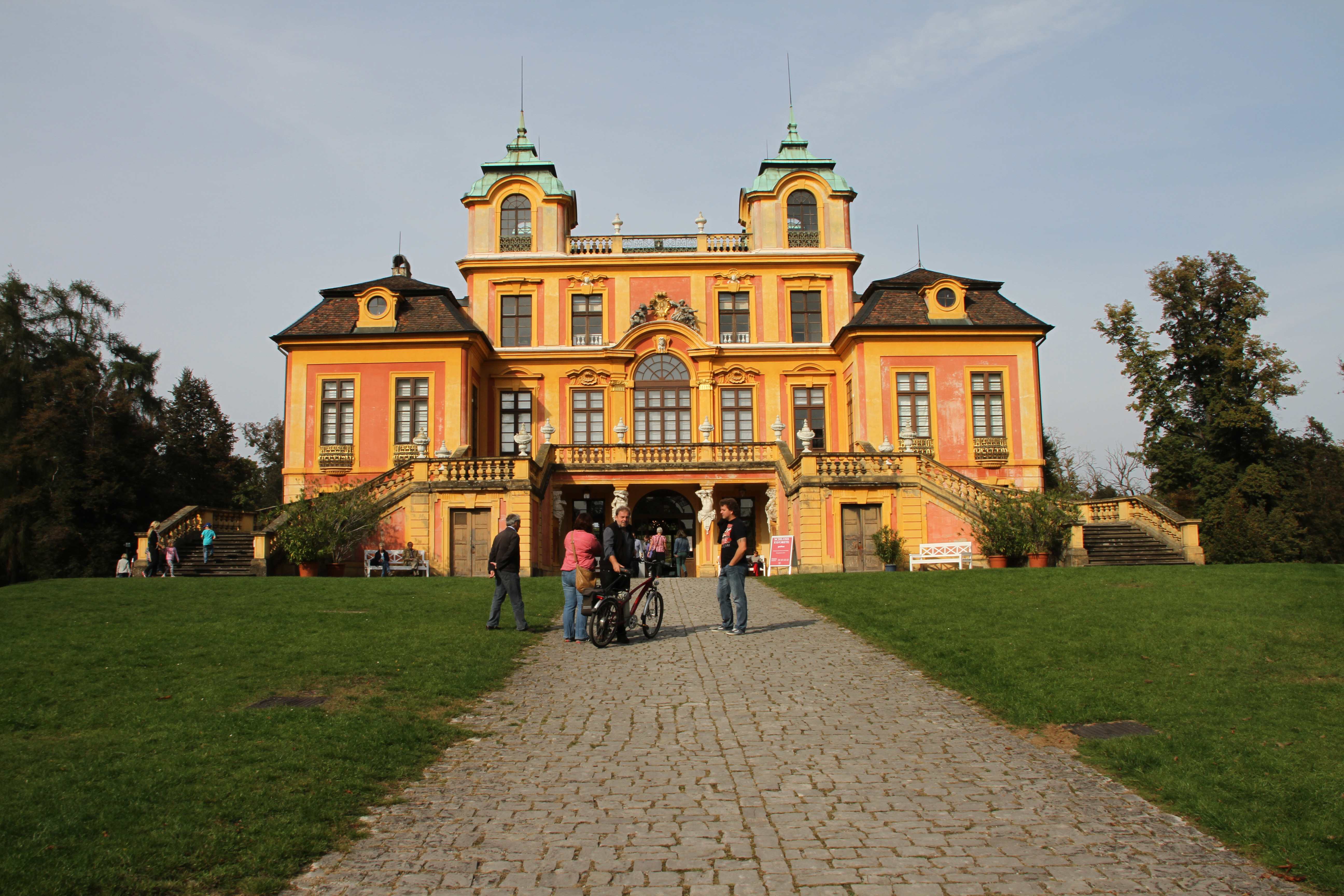
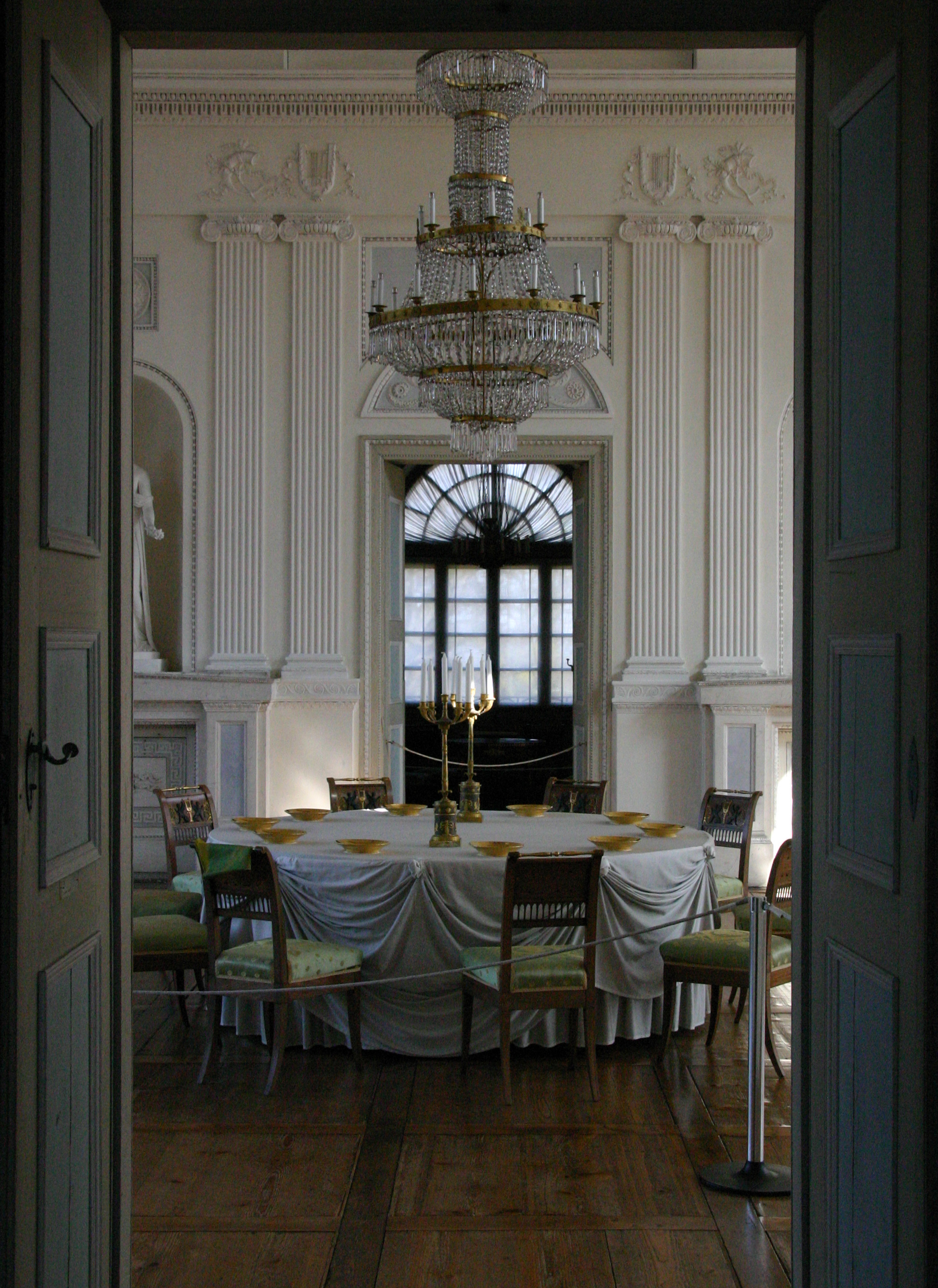
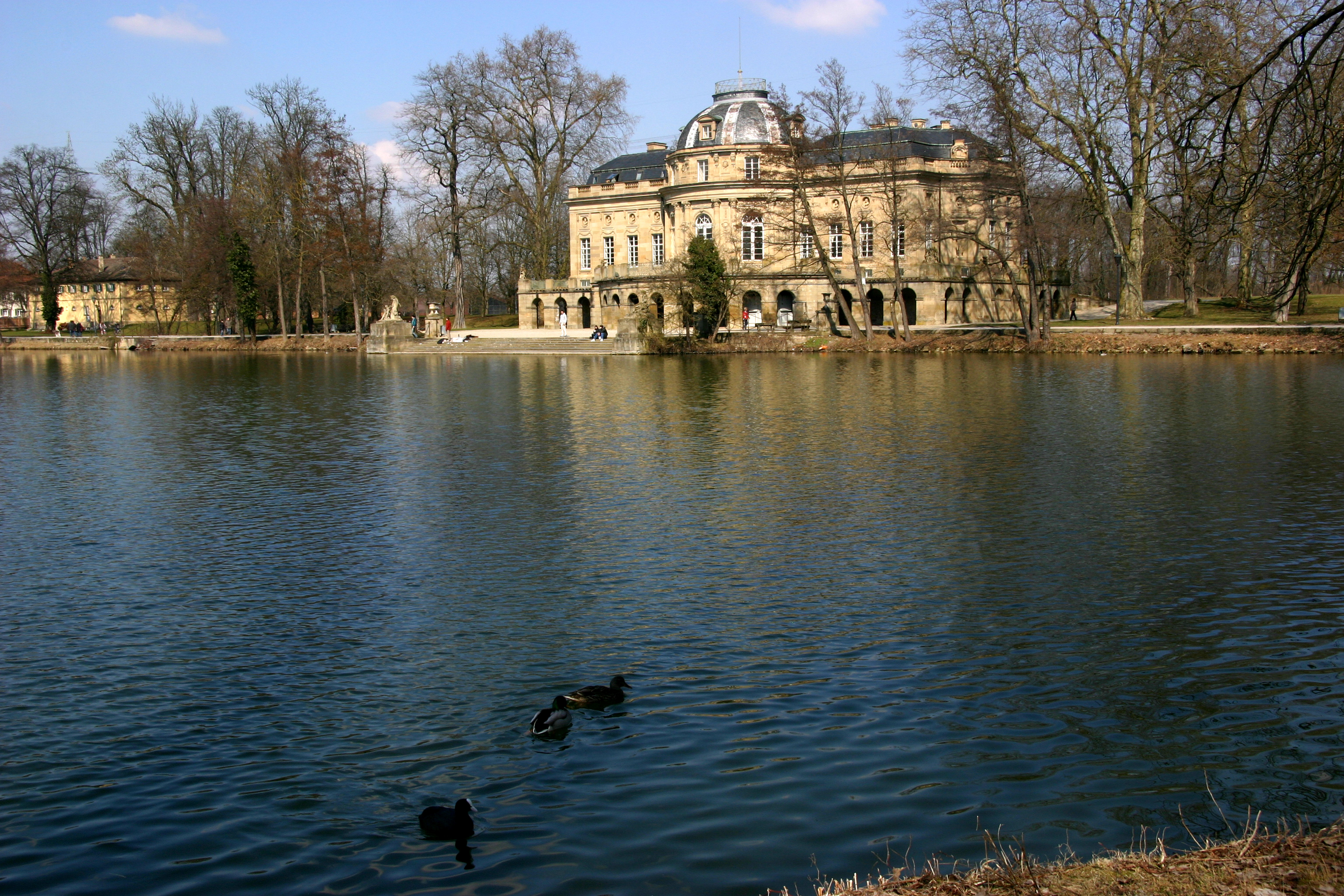

## Города-побратимы
Города-побратимы с Людвигсбургом:
- Монбельяр, Франция (1950)[10]
- Кайрфилли, Уэльс, Великобритания (1960)[11]
- Евпатория, Россия/Украина[12] (1990)[13]
- Сент-Чарльз, Миссури, США (1996)[14]
- Нови-Йичин, Чехия (2012)[15]